# Ferenc Mádl
Ferenc Mádl (wym. [fɛrɛnts maːdl]; ur. 29 stycznia 1931 w Bánd, zm. 29 maja 2011 w Budapeszcie) – węgierski prawnik, polityk i nauczyciel akademicki, minister, od 4 sierpnia 2000 do 5 sierpnia 2005 prezydent Węgier.

## Życiorys
Urodził się w miejscowości Bánd w komitacie Veszprém. Kształcił się na Uniwersytecie w Peczu, następnie studiował prawo na Uniwersytecie im. Loránda Eötvösa w Budapeszcie (ELTE). Absolwentem tej uczelni został w 1955. W 1956 podjął pracę w Węgierskiej Akademii Nauk. Odmówił przystąpienia do partii komunistycznej, dzięki wsparciu węgierskich profesorów uzyskał możliwość kontynuowania nauki. W latach 1961–1963 kształcił się w zakresie prawa międzynarodowego i porównawczego na Uniwersytecie w Strasburgu. W 1964 otrzymał stopień kandydata nauk, obejmując kierownictwo jednego z departamentów akademii. W 1971 został wykładowcą na Uniwersytecie im. Loránda Eötvösa, w 1973 objął stanowisko profesorskie. W 1974 obronił doktorat na Węgierskiej Akademii Nauk, z którą w dalszym ciągu współpracował, otrzymując w 1987 godność członka korespondenta, a w 1993 członka zwyczajnego. W 1985 został kierownikiem katedry prawa prywatnego międzynarodowego na ELTE, a w członkiem zarządu UNIDROIT, międzyrządowej organizacji działającej na rzecz unifikacji prawa prywatnego międzynarodowego. Opublikował około 20 pozycji książkowych i 200 artykułów naukowych.
Przed 1989 nie angażował się w działalność polityczną. 23 maja 1990 został ministrem bez teki do spraw polityki edukacyjnej i naukowej w rządzie Józsefa Antalla. Funkcję tę pełnił do 22 lutego 1993. Następnie do 15 lipca 1994 sprawował urząd ministra edukacji i kultury w gabinecie tego premiera i jego następcy Pétera Borossa. Później poza pracą naukową był też m.in. przewodniczącym rady dyrektorów fabryki porcelany w mieście Herend.
W 1995 Węgierskie Forum Demokratyczne, Chrześcijańsko-Demokratyczna Partia Ludowa i Fidesz wystawiły jego kandydaturę na prezydenta. Zdominowany przez postkomunistów parlament poparł jednak ubiegającego się o reelekcję Árpáda Göncza. W kampanii parlamentarnej w 1998 wspierał Fidesz Viktora Orbána, a po jego zwycięstwie dołączył do rządowego komitetu doradczego.
6 czerwca 2000 w trzeciej turze głosowania Ferenc Mádl został wybrany przez Zgromadzenie Narodowe na prezydenta Węgier. Był kandydatem centroprawicowych partii rządzących – Fideszu, Węgierskiego Forum Demokratycznego i Niezależnej Partii Drobnych Rolników. Urząd objął 4 sierpnia 2000, a jego pięcioletnia kadencja zakończyła się 5 sierpnia 2005. Oficjalnie oświadczył wcześniej, że nie będzie ubiegał się o dopuszczalny ponowny wybór. Kontynuował działalność naukową, był również honorowym współprzewodniczącym projektu World Justice Project.
Był żonaty z Dalmą Mádl (1932–2021), miał syna.

## Wybrane publikacje
- A deliktuális felelősség a társadalom és a jog fejlődésének történetében (1964)
- Az Európai Gazdasági Közösség joga (1974)
- Összehasonlító nemzetközi magánjog (1978)
- The Law of Transactions (1982)
- Magyar nemzetközi magánjog és a nemzetközi gazdasági kapcsolatok joga (wspólnie z Lajosem Vékásem, 1985–2004, 8 wydań)
- A külgazdaság és a nemzetközi beruházások joga (1988)
- State and Economy in Transformation (1997)
- EU Integration Process – Enlargement and Institutional Reforms (1997)
- Az európai örökség útjain (1995)
- Állam és gazdaság – Forradalom a jog útján a közép- és kelet-európai országokban (1997)
- Quo vadis, Európa? (2004)

## Odznaczenia i wyróżnienia
- Krzyż Wielki z Łańcuchem Orderu Zasługi Republiki Węgierskiej (ex officio, 2000)
- Krzyż Wielki Legii Honorowej (Francja, 1999)
- Order Krzyża Ziemi Maryjnej I klasy (Estonia, 2000)[7]
- Order Trzech Gwiazd I klasy (Łotwa, 2001)
- Order Orła Białego (Polska, 2001)[8]
- Wielki Order Króla Tomisława (Chorwacja, 2002)[9]
- Order Gwiazdy Białej (Estonia, 2002)[10]
- Wielki Łańcuch Orderu Infanta Henryka (Portugalia, 2002)[11]
- Order Zasługi Republiki Włoskiej I klasy (Włochy, 2002)[12]
- Łańcuch Orderu Izabeli Katolickiej (Hiszpania, 2005)[13]
- Order za Wybitne Zasługi (Słowenia, 2005)[14]
- Nagroda Széchenyi-díj (1999)[3]
- Tytuł doktora honoris causa Uniwersytetu Kardynała Stefana Wyszyńskiego w Warszawie (2006)